# リッチ・デヴォス
 "リッチ"リチャード・マーヴィン・デヴォス（英語: Richard Marvin "Rich" DeVos, 1926年3月4日 - 2018年9月6日）は、アメリカ合衆国の実業家、著作家。ジェイ・ヴァン・アンデルと共にアムウェイを立ち上げた。